# 僕と頭の中の落書きたち
『僕と頭の中の落書きたち』（ぼくとあたまのなかのらくがきたち、Words on Bathroom Walls）は2020年のアメリカ合衆国の青春映画。監督はトール・フロイデンタール、出演はチャーリー・プラマーとテイラー・ラッセルなど。ジュリア・ウォルトンが2017年に発表した小説『Words on Bathroom Walls』を原作としている。
日本国内で劇場公開されなかったが、2021年4月7日よりデジタル配信が始まった。

## ストーリー
高校生のアダムは実験の授業の最中に突然暴れ出し、転校を余儀なくされた。検査の結果、アダムは統合失調症を発症していたことが判明した。母親のベスは息子に様々な治療を受けさせたが、どれも上手く行かなかった。「もう普通の人生を送ることはできない」と半ば諦めていたアダムだったが、料理人になるという夢だけは捨てずにいた。
そんなある日、アダムは同じ学校に通うマヤに声をかけられた。マヤと親しくなっていく中で、アダムは自分を肯定的に捉えることができるようになった。そして、アダムは幻覚と戦いつつも自分なりの生き方を模索し始めた。

## キャスト
※括弧内は日本語吹替。
- アダム・ペトラゼリ: チャーリー・プラマー（新祐樹）
- マヤ・アーナズ: テイラー・ラッセル
- パトリック神父: アンディ・ガルシア
- レベッカ: アナソフィア・ロブ
- 修道女キャサリン: ベス・グラント
- ホアキン: デヴォン・ボスティック
- ボディガード: ロボ・セバスチャン
- ベス: モリー・パーカー（山崎美貴）
- ポール: ウォルトン・ゴギンズ
- テッド: ドリュー・シャイド

## 製作
2018年2月22日、LDエンターテインメントがジュリア・ウォルトンの小説『Words on Bathroom Walls』の映画化を進めており、トール・フロイデンタールが監督に起用されたと報じられた。3月、チャーリー・プラマーとテイラー・ラッセルの出演が決まった。4月27日、デヴォン・ボスティックの起用が発表された。5月、アンディ・ガルシア、ウォルトン・ゴギンズ、モリー・パーカーがキャスト入りした。

### 撮影・音楽
2018年5月、本作の主要撮影がノースカロライナ州ウィルミントンで始まった。2020年6月24日、ザ・チェインスモーカーズとアンドリュー・ホランダーが本作で使用される楽曲を手掛けるとの報道があった。なお、前者が映画音楽を手掛けるのは本作が初めてとなった。8月21日、コロムビア・レコードが本作のサウンドトラックを発売した。

## マーケティング・興行収入
2020年6月、ロードサイド・アトラクションズが本作の全米配給権を獲得し、8月7日に全米公開すると発表したが、後に公開日は8月21日に延期された。7月15日、本作のオフィシャル・トレイラーが公開された。8月21日、本作は全米934館で公開され、公開初週末に41万9173ドルを稼ぎ出し、週末興行収入ランキング初登場3位となった。

## 評価
本作は批評家から高く評価されている。映画批評集積サイトのRotten Tomatoesには52件のレビューがあり、批評家支持率は85%、平均点は10点満点で7.11点となっている。サイト側による批評家の見解の要約は「演出・演技共に上々で、感情の襞を見事に捉えている。青春映画というジャンルに―青春という価値あるテーマを扱っていながら、それに見合う出来の作品はほとんどない―『僕と頭の中の落書きたち』という愛すべき作品が1本加わった。」となっている。また、Metacriticには10件のレビューがあり、加重平均値は60/100となっている。なお、本作のCinemaScoreはAとなっている。